# Таен централен български комитет
Тайният български централен комитет (ТБЦК) е емигрантска политическа организация, създадена в Букурещ, Румъния, през пролетта на 1866 година.
На 10 срещу 11 юни 1866 година в Букурещ е извършен преврат и княз Йоан Александър Куза е свален от престола. С това е нарушено условието на Турция за признаване на извършеното през 1858 обединение на Влашко и Молдова. Турция настоява за разделяне на двете княжества и започва да трупа войски по Дунав.
Новото румънско правителство търси подкрепата на революционно настроената българска емиграция, замисляйки, ако турците навлязат в Румъния, да повдигне на бунт българските области в Османската империя. В резултат на преговори е постигнато споразумение за общи действия против Османската империя, подписан е „Акт за свещена коалиция между румъните и българите“, а през декември 1866 е основан Таен български централен комитет. За ръководител на комитета е избран Иван Касабов, според други източници - Димитър Диамандиев и членове Иван Грудов, Христаки Хаджиниколов, Атанас Андреов, Кириак Цанков, Иван Касабов, Иван Хаджиенов, по-късно и Пантели Кисимов. Крайната цел на комитета е възстановяването на българската държавност, като допускат тя да е самостоятелна, под зависимостта на Портата или да участва в конфедерация със съседни народи. За постигане на тази цел не се изключва и въоръжено въстание. В устава и програмата се предвижда изграждането на комитетска мрежа на територията на Румъния, Сърбия, Южна Русия и България. ТБЦК разчита на финансовата помощ на румънското правителство.
След преодоляване на противоречията между Румъния и Турция, румънските представители се оттеглят от съглашението и ТБЦК продължава дейността си, като самостоятелна организация. В него се оформят две крила – умерено (Пандели Кисимов, Иван Грудов, Иван Адженов) и радикално (Иван Касабов, Киряк Цанков).
Комитетът извършва на няколко пропагандни акции, имащи за цел популяризирането на Българския политически въпрос. През декември 1866 издава брошура „България пред Европа", през март 1867 приготвя и изпраща до султан Абдул Азис „Мемоара (Припомнювание) към Н. И. В. Султана“. В него се съдържа предложение за създаване на българо-турска държава, по подобие на създадената Австро-Унгария. С някои допълнения мемоарът е изпратен и до руския император Александър II, френския император Наполеон III, пруския крал Вилхелм I, пруския канцлер Ото фон Бисмарк и до редакциите на влиятелни европейски вестници с молба за съдействие за разрешаването на българския въпрос. Издава вестник „Народност" (1867 – 1869).
ТБЦК е създаден без знанието и одобрението на Георги Раковски, който има отрицателно отношение към него.
През 1868 г. преустановява дейността си. Приемници на ТБЦК са организацията „Българско общество“, Млада България (1869) и Българският революционен централен комитет.